# Fire songar
Fire songar is een compositie van Christian Sinding. Het betreft vier toonzettingen van teksten van vier verschillende schrijvers. De liederen zijn:
- Den heilage Olav van Arne Garborg (Der heilige Olaf)
- Ein Vaartankje van Hans Utbø (Frühlingsgedanke)
- Den fagre Gjenta van Aasmund Olavsson Vinje (Das schöne Mädchen)
- Skal eg daa aldri meire (waarschijnlijk van Vetle Vislie) (Soll ich den niet mehr küssen)

De liederen maakten later naam onder de Duitse titel, maar bleven tot het onbekende deel van het oeuvre van de componist behoren.  